# Zeche Werne
Die Zeche Werne war ein Steinkohlen-Bergwerk in der Stadt Werne an der Lippe.

## Bergwerksgeschichte
Die niedersächsische Aktiengesellschaft Georgs-Marien-Bergwerks- und Hüttenverein wählte Werne als Standort für ein neues Bergwerk, nachdem ein Wassereinbruch 1898 die Stilllegung ihrer Zeche Piesberg bei Osnabrück erzwungen hatte. Um nicht über einen längeren Zeitraum bei dem Rheinisch-Westfälischen Kohlen-Syndikat verkokbare Kohle für ihre Stahl- und Walzwerke kaufen zu müssen, plante die Aktiengesellschaft eine Neuanlage am Rande des Ruhrgebiets.
Im Jahr 1899 begann das Abteufen der Schächte Werne 1 und 2. Die Zeche Werne war damit das erste Bergwerk im Ruhrrevier, das nördlich der Lippe errichtet wurde. Drei Jahre später wurde die Kohlenförderung aufgenommen. 1905 ereignete sich im Schacht 1 eine Grubengasexplosion, die einige der gerade fertiggestellten Tagesanlagen zerstörte. Der Gesamtschaden belief sich auf etwa 4 Millionen Mark; Tote oder Schwerverletzte waren aber nicht zu verzeichnen. Die Schachtanlage am Standort von Schacht 3 (abgeteuft 1912–1913) in der Nachbargemeinde Rünthe, heute ein Stadtteil der Stadt Bergkamen, wurde zur Erschließung des Südfelds als eigenständiger Förderstandort (mit Förderung, Kohlenwäsche, Verwaltung, Kesselhaus, Waschkaue und Kraftwerk) erstellt.

Die Zeche war über die Strecke der Werne–Bockum-Höveler Eisenbahn an die Bahnstrecke Hamm–Münster angeschlossen. Über diese Bahnlinie wurde die Kohle vorrangig zu einem Stahlwerk in Georgsmarienhütte transportiert.
Aufgrund der Weltwirtschaftskrise erfolgte bereits 1930 die Stilllegung der Kokerei der Zeche Werne sowie der Übertageanlagen am Schacht 3 in Rünthe. Sämtliche Tagesanlagen dort wie Kraftwerk und Kesselhaus wurden 1937 abgerissen; die Kohlenwäsche diente den Nationalsozialisten fortan als Speicher für den nationalen Getreidevorrat. Nach dem Zweiten Weltkrieg wurde die Seilfahrt im Schacht 3 wieder aufgenommen, da viele der noch verfügbaren Bergleute aus Bergkamen-Rünthe und Umgebung durch die kriegsbedingte Zerstörung der Kanal- und Lippebrücken sonst nicht zu ihren Arbeitsplätzen hätten gelangen können.
Schacht 4 wurde 1954 in der Gemeinde Stockum (heute Stadtteil der Stadt Werne) abgeteuft und ging 1959 in Betrieb. 1960 erfolgte die Einstellung der Seilfahrt im Schacht 3. Der Schacht diente seitdem nur noch als einziehender Wetterschacht und für das Solebad Werne einige Jahre auch als Sole-Lieferant. Die Zeche Werne wurde am 11. November 1973 mit der Schachtanlage Heinrich-Robert in Hamm zusammengelegt. Der Durchschlag zwischen Werne und Heinrich-Robert erfolgte 1974 im Bereich des Flözes Wilhelm. Außerdem wurde gleichzeitig der Schacht 3 von der Zeche Königsborn übernommen. Aufgrund der Überkapazitäten im Steinkohlenbergbau wurde die Zeche Werne 1975 stillgelegt; Teile der Belegschaft und der Anlagen wurden von der Zeche Heinrich-Robert übernommen.

## Nachnutzung
Nach Stilllegung der Förderung wurden die Gebäude von der RAG weiter genutzt. Hier wurde der Fuhrpark samt dazugehöriger Werkstatt, ein Betriebsmittellager, die Diesellokwerkstatt, die Sicherheitsabteilung und weitere Werkstätten der RAG untergebracht. Außerdem befand sich hier ein Lager der nationalen Kohlenreserve.

## Heutiger Zustand
Von der Schachtanlage Werne 1/2 sind noch mehrere denkmalgeschützte Bauwerke (wie z. B. Fördermaschinenhaus, Schmiede, Pförtnerhaus, Turnhalle und Verwaltung) vorhanden. Heutiger Eigentümer der meisten Gebäude auf Werne 1/2, zu denen auch das auf dem Bild erkennbare Verwaltungsgebäude gehört, ist die Prof. Dr. Multhaup Industrieliegenschaften GmbH, eine Gesellschaft, die die Liegenschaft entwickelt und an verschiedene Gewerbetreibende vermietet hat.
Am Schacht Werne 3 in Bergkamen-Rünthe stehen noch das Verwaltungs- und Kauengebäude sowie die Kohlenwäsche. Der Schacht blieb noch bis zum Jahr 2000 zur Wasserhaltung und Bewetterung für Nachbaranlagen in Betrieb. Heute saugt eine Grubengewinnungsanlage über eine im verfüllten Schacht angebrachte Rohrleitung Grubengas, das zur Strom- und Wärmeerzeugung genutzt wird. Die ehemalige Waschkaue wurde 1989 gründlich renoviert, umgebaut und bis zum Jahr 2018 als Kultur- und Veranstaltungsstätte betrieben. Mittlerweile wird die Immobilie privatwirtschaftlich genutzt. Außerdem dient die einstige Kohlenwäsche heute einer Futtermittelmühle als zentrales Silo.
Die Tagesanlagen von Schacht 4 in Werne-Stockum wurden nach der Verfüllung des Schachtes im Jahr 1980 restlos abgebrochen. Heute weist nur noch ein kleines Hinweisschild auf den ehemaligen Schachtstandort hin.
Im Stadtteil Evenkamp zeigt sich anschaulich die mit dem Bergbau einhergehende Klassifizierung der Mitarbeiter, wie diese auch in anderen Ruhrgebietsstädten zu finden ist: Direkt dem Werksgelände (Kamener Straße) anschließend sind die Villen der Direktoren und Betriebsführer angesiedelt; auf den dem Werksgelände angrenzenden Straßen wie der Freiherr-vom-Stein-Straße und Teilen der Lippestraße wohnten die sogenannten „Zechenbeamten“ wie z. B. die Steiger. Je weiter man sich von der Zeche entfernt, umso kleiner werden die Häuser/Wohnungen. Die am weitesten entfernte ehemalige Zechenkolonie befindet sich im Bereich der Brachtstraße – wobei hier zum Teil nur die so genannten unteren Arbeiterklassen wie Gedingeschlepper zu mehreren Familien in einem Eingang wohnten.
Die Schachtanlagen Werne 1/2 und Werne 3 sowie die D-Zug-Siedlung Rünthe sind heute Teil der Route der Industriekultur.